# 2019년 에어 다이너스티 헬리콥터 추락 사고
2019년 타플중 헬리콥터 추락 사고(2019 Taplejung helicopter crash)는 2019년 2월 27일 오후 1시 30분 무렵, 에어 다이너스티 소속 유로콥터 AS350 헬리콥터가 네팔 메치구 타블레중에서 악천후와 기상 악화로 인해 추락, 7명의 탑승객이 사망한 사고이다. 이 사고로 2018년에 정식으로 취임한 라빈드라 아디카리(관련 영문 위키 문서 보러 가기) 관광부 장관이 별세했다. 이 사고는 네팔에서 가장 위험하고 악명높은 공항으로 평가를 받는 곳에서 발생했다. 네팔의 육지 도로교통망을 대신하여 하늘길이 인기 교통 수단으로 자리잡을 정도로 네팔에서는 30인승 미만의 소형 및 초소형 여객기나 헬리콥터가 주된 이동수단이며, 이번 사고도 산악지형의 악천후에 의한 것으로 판명되었다. 사고가 난 헬리콥터는 비교적 가까운 거리인 인근의 힌두교 성지에서 이륙한 지 단 수 분여 만에 추락한 것으로 드러나고 있다.

## 같이 보기
- US-방글라 항공 211편 추락 사고